# Ilex forrestii
Ilex forrestii là một loài thực vật có hoa trong họ Aquifoliaceae. Loài này được H.F. Comber mô tả khoa học đầu tiên năm 1933.